# Chambon-sur-Dolore
Chambon-sur-Dolore – miejscowość i gmina we Francji, w regionie Owernia-Rodan-Alpy, w departamencie Puy-de-Dôme.
Według danych na rok 1990 gminę zamieszkiwało 186 osób, a gęstość zaludnienia wynosiła 9 osób/km² (wśród 1310 gmin Owernii Chambon-sur-Dolore plasuje się na 663. miejscu pod względem liczby ludności, natomiast pod względem powierzchni na miejscu 429.).